# Танкова гармата
Та́нкова гарма́та — артилерійська система (гармата), що входить до комплексу озброєння танка та зазвичай є його основною зброєю. Як правило, встановлюється в обертовій башті, хоча історично існували й безбаштові танки.
Сучасні основні бойові танки (ОБТ) переважно мають гладкоствольні або нарізні гармати калібру 100—125 мм з високою початковою швидкістю снаряда, тоді як гармати легких танків можуть мати менший калібр. Танкові гармати призначені для ураження як броньованих цілей (танків, ББМ тощо), так і піхоти й укріплень. Для різних цілей використовуються різноманітні боєприпаси, найбільш поширеними нині є підкаліберні, кумулятивні та уламково-фугасні. Для ведення вогню на ходу використовуються стабілізатори озброєння.

## Історія
Характеристики танкових гармат залежать передусім від цілей на полі бою, які танк покликаний знищувати. З часом танки ставали все складнішими для ураження, тоді як інші цілі змінювались несуттєво, тому розвиток танкового озброєння відбувався передусім у напрямку боротьби проти бронетехніки.

### Нарізні гармати
Танки вперше з'явились на полі бою 1916 року, в ході Першої світової війни. Вони були оснащені кулеметами або різноманітними гарматами: від короткоствольних 37-мм на Renault FT до 75-мм польових гармат на St-Chamond з початковою швидкістю снаряда 550 м/с. У міжвоєнний період більшість танків мали гармати з калібром 37—47 мм та початковою швидкістю 600—850 м/с, аналогічні тогочасним протитанковим гарматам й достатні проти броні тих часів. Деякі танки, як німецькі Panzer IV та радянські Т-28 і Т-35, мали короткоствольні 75 або 76-мм гармати з початковою швидкістю до 420 м/с. Такий калібр був значно ефективніший проти укріплень і піхоти зарядки фугасним снарядам, однак набув значного поширення лише в роки Другої світової.

Зростання захищеності танків у ході Другої світової привело до поширення потужнішого озброєння з калібром понад 50 мм. У середині війни 75/76-мм гармати з початковою швидкістю 625—750 м/с стали стандартом. Їхня довжина також поступово зростала: з 24 клб до 43 і 48 у Panzer IV, з 30,5 до 41,4 клб у Т-34 та КВ-1, з 31 до 40 у M4 Sherman. Британська QF 17-pdr з довжиною ствола 58 клб мала початкову швидкість 880 м/с, німецька KwK 42 на танку Panther — 70 клб і 935 м/с відповідно.

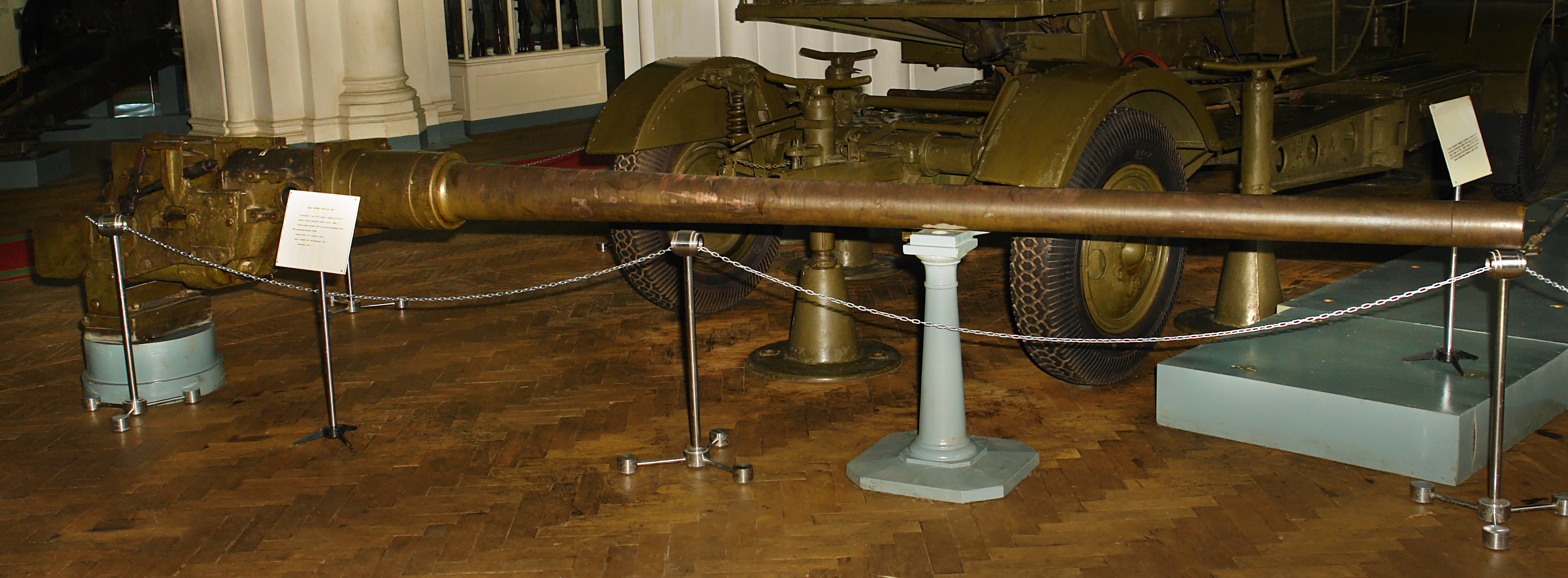
85-мм гармата танка Т-34-85

З середини війни почали з'являтись довгоствольні гармати й більших калібрів. Першою з таких стала 88-мм гармата німецького Tiger, пізніше з'явились радянські Т-34-85 та КВ-85 з 85-мм та американський M26 Pershing з 90-мм гарматою. Всі ці зразки були створені на основі зенітної артилерії, вони мали довжину ствола близько 53—56 клб і початкову швидкість від 790 до 850 м/с. Першою спеціалізованою танковою гарматою такого калібру стала 88-мм KwK 43 на німецькому Tiger II, здатна розганяти бронебійний снаряд до 1000 м/с завдяки стволу в 71 клб.
Радянський винищувач танків СУ-100 та пізніше танк Т-54 отримали 100-мм озброєння на основі корабельної гармати, а радянський важкий танк ІС-2 отримав 122-мм гармату Д-25Т з 43-клб стволом. Вона програвала KwK 43 за дульною швидкістю (790 м/с), однак мала значно важчий боєприпас: 25 проти 10,4 кг. Найпотужнішою танковою гарматою Другої світової стала 128-мм PaK 44, встановлена на німецькому винищувачі танків Jagdtiger, вона мала боєприпаси вагою 28,8 кг, довжину ствола 55 клб і дульну швидкість 920 м/с.
У Німеччині до кінця війни існували пропозиції 150 та 170-мм гармат для танків Maus і E100, але їх не втілили. В США з 1944 до 1956 працювали над 155-мм гарматами для танків, як T30. У Великій Британії в 1950-х було розроблено винищувач танків FV 4005 зі 183-мм гарматою. Озброєння таких калібрів мало надзвичайну силу відбою, яку могла витримати лише важка машина, а боєприпаси для них були важкі (наприклад, снаряд T30 мав вагу 43 кг, ще 18 кг важив метальний заряд), що за відсутності автомата заряджання було проблемою для заряджальника. Тому серійні важкі танки 1950-х мали гармати калібру не більше за 122 мм, причому масовими були лише радянські ІС-3 та Т-10; американські M103 та британські Conqueror були виготовлені серіями лише по кілька сотень машин.
Крім радянських 100-мм Д-10 на Т-54 й Т-55, найчисельнішими були американські 90-мм гармати на M47 та M48. Вони вже не були адаптаціями зенітних систем, а спеціалізованими танковими гарматами й розганяли бронебійний снаряд до 915 м/с. Ці гармати могли використовувати кращі бронебійні снаряди з вольфрамовим осердям (APCR/HVAT) і кумулятивні снаряди. У Великій Британії на Centurion Mk 3 використовували 83,8-мм гармату QF 20-pounder, яка використовувала передусім снаряди з балістичними наконечниками (APCBC) та бронебійні підкаліберні снаряди (APDS), швидкість останніх досягала 1465 м/с, що на той момент було найвищим результатом в історії.
1954 року на основі 20-pdr було створено одну з найкращих гармат свого часу — 105-мм L7, яка стала стандартом для західних танків на тривалий час, її копію M68 встановлювали на американські M60 та перші M1 Abrams. Її основними боєприпасами були бронебійно-фугасні (HESH) та підкаліберні, причому останні з вагою 5,8 кг і початковою швидкістю 1480 м/с забезпечували вищу ефективність за 120—122-мм озброєння тогочасних важких танків за значно меншої маси (весь унітарний снаряд важив 18,5 кг). Одним з нечисленних винятків став французький AMX-30 з гарматою французької розробки.

### Гладкоствольні гармати
Поява гладкоствольних гармат високого тиску пов'язана з бронебійними підкаліберними опереними снарядами (БОПС). Хоча першими почали їх розробляти німці під час Другої світової, вперше практичні зразки з'явились у 1950-х на танку T50 у США та на Т-62 в СРСР. Перші американські зразки мали недостатню точність, і хоча у 1960-ті 120-мм гармата Delta мала значно кращі показники, 1965 року її відкинули на користь перспективної 152-мм нарізної гармати-пускової установки XM150 для танка MBT-70. На радянському Т-64 з кінця 1960-х стояла 125-мм гармата, її ж прийняли й на Т-72.
В Німеччині впродовж 1966—1969 компанія Rheinmetall проводила випробування гладкоствольних гармат і визнала їхню ефективність, тож з 1972 року їх почали встановлювати на прототипи Leopard 2. 1977 року 120-мм Rh-120 було прийнято на озброєння разом з Leopard 2, а невдовзі її отримали американський M1A1 Abrams і японський TK-X. Аналогічні гармати, сумісні з Rh-120 за боєприпасами, отримали французький Leclerc, італійський Ariete та ізраїльський Merkava Mark 3. У Великій Британії вважали нарізні гармати більш універсальними, оскільки вони були здатні вести вогонь бронебійно-фугасними снарядами (HESH), тому танки Chieftain мають нарізні 120-мм гармати.

### Гармати низького тиску та безвідкотні
Гармати низького тиску (англ. low pressure gun) передусім призначені для ведення вогню опереними кумулятивними боєприпасами. «Низький тиск» означає тиск на затвор, який спричиняють гази, утворені про згоранні пропелента: наприклад, у 90-мм гармати F1 він становить 1200 бар, тоді як у 105-мм L7 та 120-мм Rh-120 він становить 5100 та 6300 бар відповідно. Хоча вони поступаються озброєнню основних бойових танків, невисокий імпульс відбою дозволяє встановлювати їх на легку бронетехніку, тому вони типово встановлювались на колісні машини, легкі танки та деякі винищувачі танків, як шведський Ikv 91. Однією з найпотужніших є 105-мм гармата F2 на AMX-10 RC.
Розробка альтернативи звичайним нарізним гарматам почалась у Німеччині наприкінці Другої світової, першим зразком стала 80-мм гладкоствольна протитанкова гармата PAW 8H63, але кінець війни поклав край цим розробкам. У 1950-х подібними розробками зайнялась бельгійська компанія Mecar, їх наслідувала французька компанія EFAB. Першою масовою гарматою стала 90-мм F1 на Panhard AML, а пізніше поліпшена гармата F3 стала основним озброєнням легкого танка AMX-13.
Існували також спроби встановлення безвідкотних гармат на легку бронетехніку, однак їхні снаряди були достатньо важкі через велику масу пального, а при пострілі реактивний струмінь створював небезпечну зону позаду машини. Прикладами таких були американський M50 Ontos з шістьма 106-мм гарматами та японський   з двома стволами того самого калібру.

### Екзотичні різновиди
Нижче перелічено специфічні різновиди танкових гармат, які залишились дослідними зразками.
- Гармата з рідким пропелентом (англ. liquid propellant gun), в якої метальний заряд є подається в камору в рідкій формі. Однією з головних переваг є відсутність сталої форми пропелента, що дозволяє зберігати його компактніше. Експерименти проводились із 1940-х у різних країнах, однак вони не показали визначальних переваг, а самі гармати потребували складних систем зберігання та подачі рідини до гармати.[5]
- Електромагнітна гармата (англ. electromagnetic gun), в якої снаряд приводиться до руху дією електромагнітного поля на боєприпас. Потенційною перевагою є можливість розганяти боєприпаси до дуже високих швидкостей, однак ці гармати потребують надзвичайної кількості енергії. Досліди проводяться з 1940-х.[6]
- Електротеплова гармата (англ. electrothermal gun), в якої снаряд приводиться до руху розширенням газу, однак утвореного не згорянням, а взаємодією рідини з електрично створеною плазмою. Це може бути водяна пара або пара горючої речовини, що також посилюватиме тиск за допомогою теплового розширення. Досліди почались у 1980-х.[7]

## Конструкція

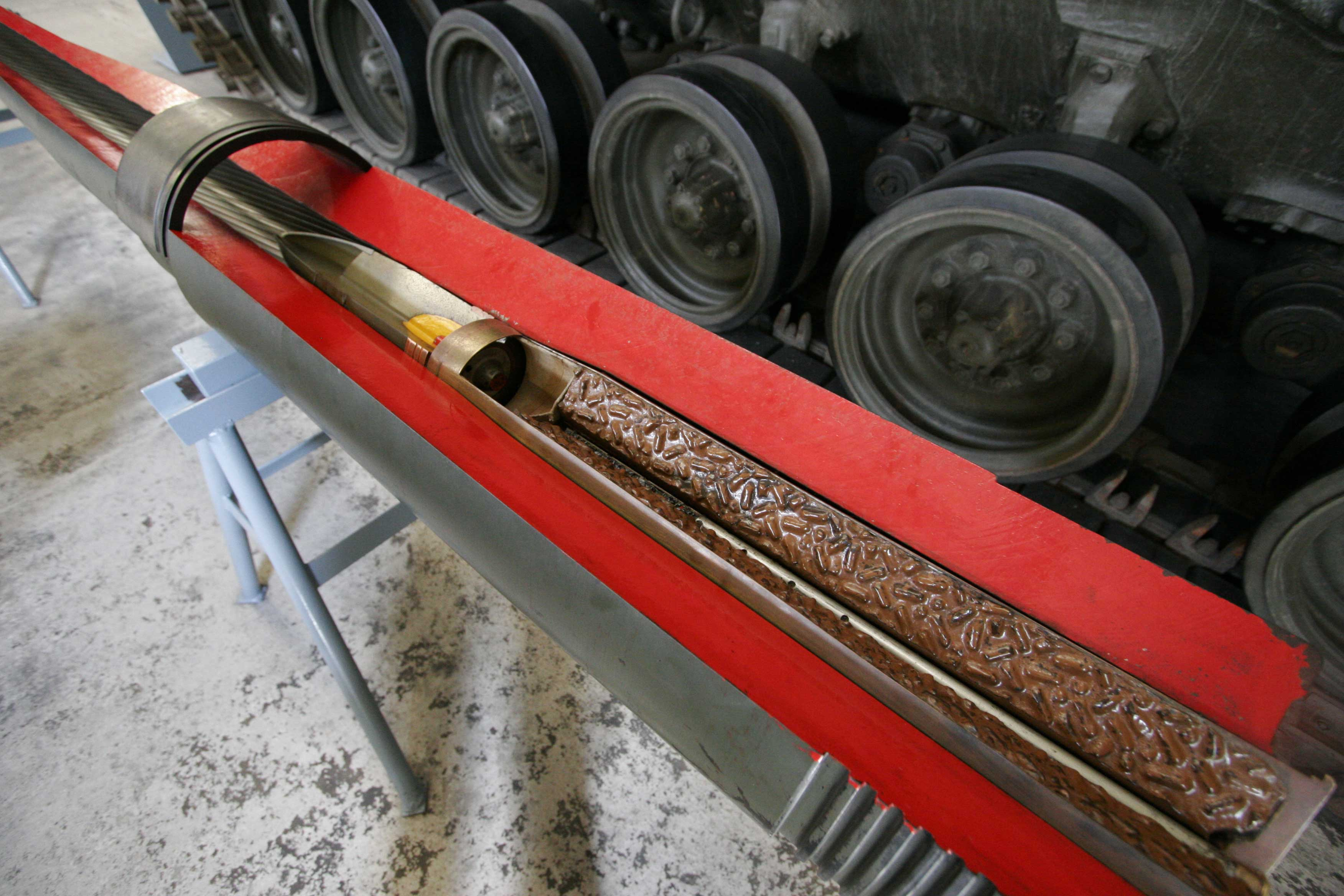
Нарізна 105-мм гармата L7 у розрізі

### Принцип дії
Танкові гармати мають відбій. Наприклад, у 105-мм гармати L7 він досягає 367 кН (37,4 тонн) для БОПСа та 500 кН (51 тонна) для кумулятивного снаряда. Вплив відбою на танк потребує мінімізації задля зменшення навантаження на його конструкцію та впливу на екіпаж. Він зменшується низкою шляхів, зокрема, збільшенням довжини відкоту гармати за допомогою противідкотних пристроїв, але ця величина обмежена внутрішнім розміром башти. Іншим способом є дулове гальмо, яке за допомогою перенапрямлення газів створює імпульс у напрямку, протилежному до відбою, чим може компенсувати типово до 30-40% імпульсу, а в деяких випадках і до 70%. Ці пристрої увійшли в ужиток у Другій світовій і мають застосування на легкій бронетехніці зараз, тоді як ОБТ мають достатню масу для витримування відбою.

### Заряджання
Сучасні танкові гармати мають різну будову снарядів. Так, 105-мм та 120-мм снаряди західних танків унітарні, тобто бойова частина та гільза зібрані в цілісну конструкцію, яка зберігається та заряджається в гармату повністю. Різниця між ними полягає в тому, що перші мали металеві гільзи, а другі — частково горючу гільзу. Така гільза складається з невеликого металевого піддона та оболонки, яка згоряє разом з метальним зарядом при пострілі. Боєприпаси гармати L11 британського Chieftain мають картузне заряджання та складаються з трьох частин: снаряд, картуз і запалювальний заряд.
Від початку танкові гармати заряджали вручну. Під час Другої світової розпочались дослідження автоматів заряджання (АЗ) у Німеччині та США, однак перший серійний танк з АЗ створила Франція — ним був легкий AMX-13, перший прототип якого було виготовлено 1950 року. Першим танком з повністю автоматичним заряджанням став шведський безбаштовий танк Strv 103 (прийнятий 1961 року), а першим танком з повністю автоматичним заряджанням та обертовою баштою став радянський Т-64.
- Стабілізатор озброєння

### Прицільні пристрої
Наведення озброєння зазвичай здійснює навідник, використовуючи приціл. Деякі ранні танки мали механічні прицільні засоби, а серед оптичних першими з'явились телескопічні приціли. Початково вони були з'єднані з гарматою нерухомо, відповідно, рухались разом з гарматою, що було незручно для навідника. Іншим поширеним із 1930-х різновидом були перископічні приціли (які часто встановлювали разом з телескопічними), які теж були скріплені з гарматою, але зручніші завдяки руху окуляра не вгору-вниз, а вперед-назад. З середини 1930-х почали входити в ужиток шарнірні телескопічні приціли, в яких окуляр залишався нерухомим, а об'єктив рухався разом із гарматою. В СРСР вони замінили як перископічні, так і прості телескопічні з 1943 року, тоді як у США надавали перевагу перископічним прицілам і їхні найпростіші версії замінили на нерухомі перископічні приціли з обертовим об'єктивом.
Сучасні приціли навідників мають стабілізацію, однак не є повноцінними спостережними пристроями через монокулярність.
Збільшення віддалі вогню гармат приводило до необхідності підвищення оптичного збільшення прицілів. Перед Другою світовою приціли мали збільшення близько 2,5×, а під час війни воно збільшилось до, наприклад, 4× на Т-34 та 6× на M4 Sheman. Приціли зі змінним збільшенням вперше з'явились на німецькому Panther (2,5/5×), а одразу після війни й на радянському Т-54 (3,5/5×). Приціли сучасних танків зазвичай мають змінне або панкратичне збільшення, як 3/10× на M1 Abrams.

### Компонування

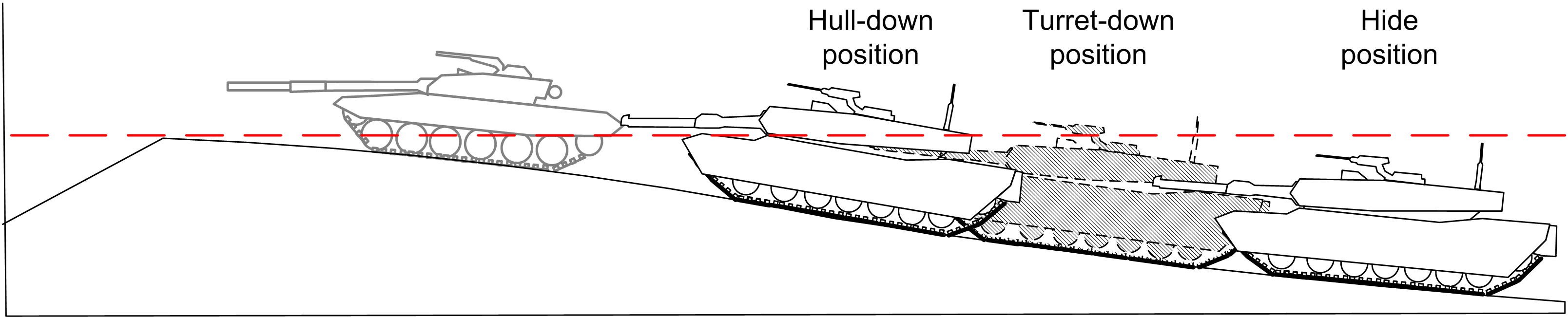
Демонстрація важливості кута схилення гармати при стрільбі з-за укриття

Казенна частина гармати розташована всередині башти й при опусканні ствола вниз вона підіймається вгору — відповідно, кут опускання гармати залежить від розміру башти. Він впливає на можливість танка використовувати рельєф місцевості для приховування корпусу й виставлення лише більш захищеної башти. Це питання було принциповим для західних танків, натомість радянські були призначені більшою мірою для наступальних дій і, починаючи з Т-54, використовували малогабаритні башти з кутом опускання гармати до 4—5°, порівняно з 8—10° у сучасників. Це зменшувало вагу та розміри, але змушувало їх значно більшою мірою висовуватись із-за пагорбів та укриттів.

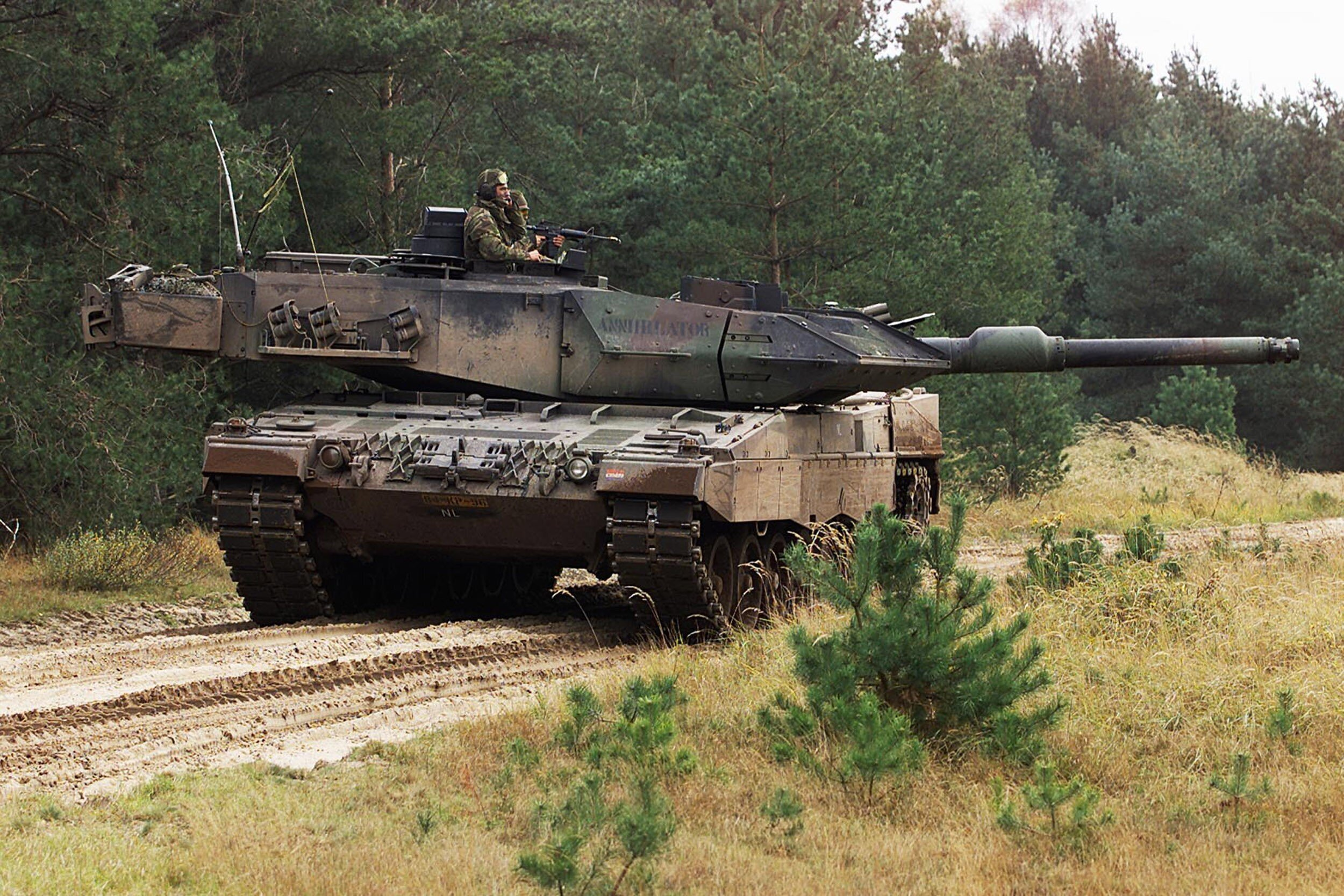
Гармата Leopard 2 розміщена в обертовій башті
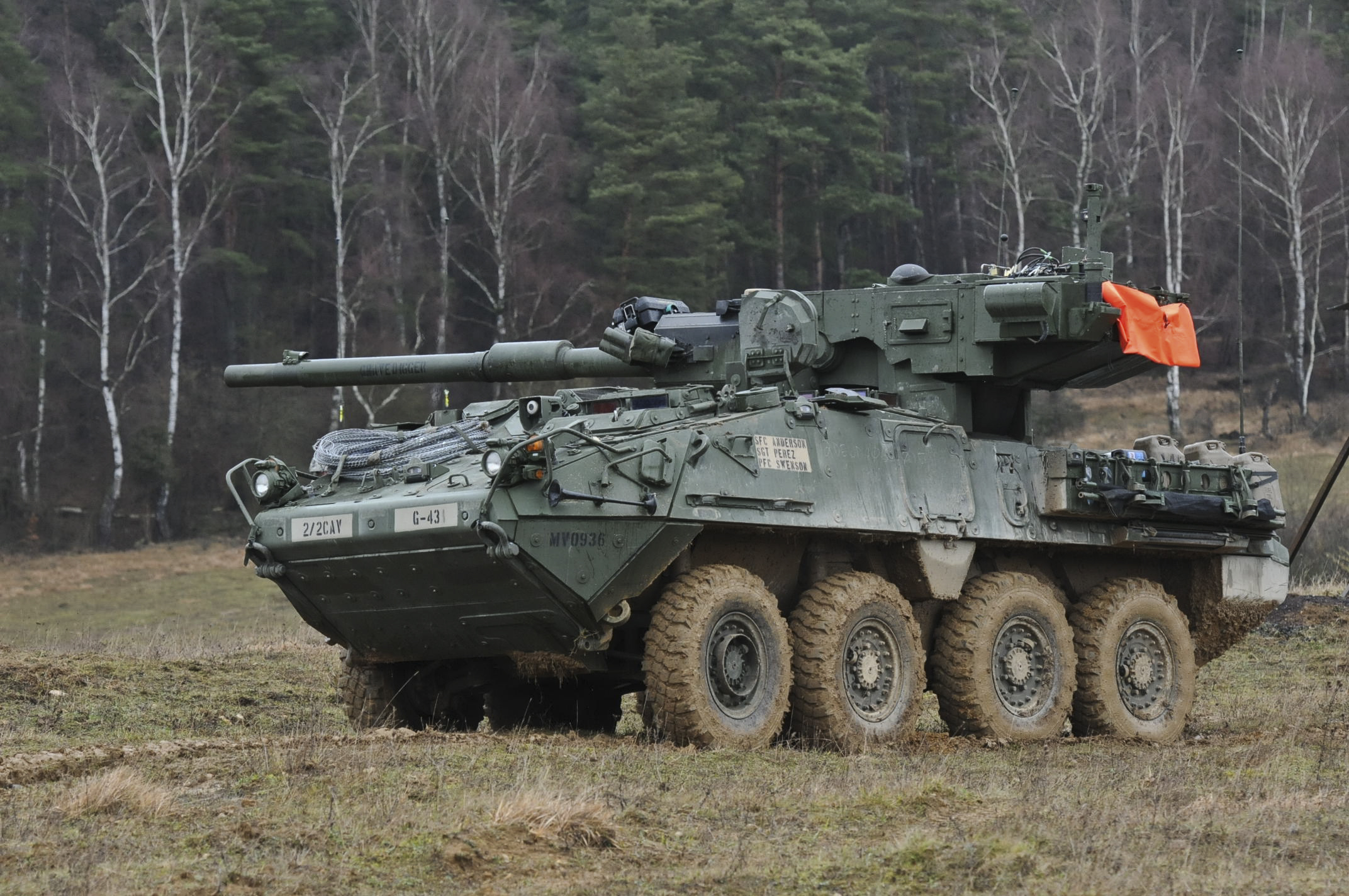
M1128 має гармату з зовнішнім монтуванням
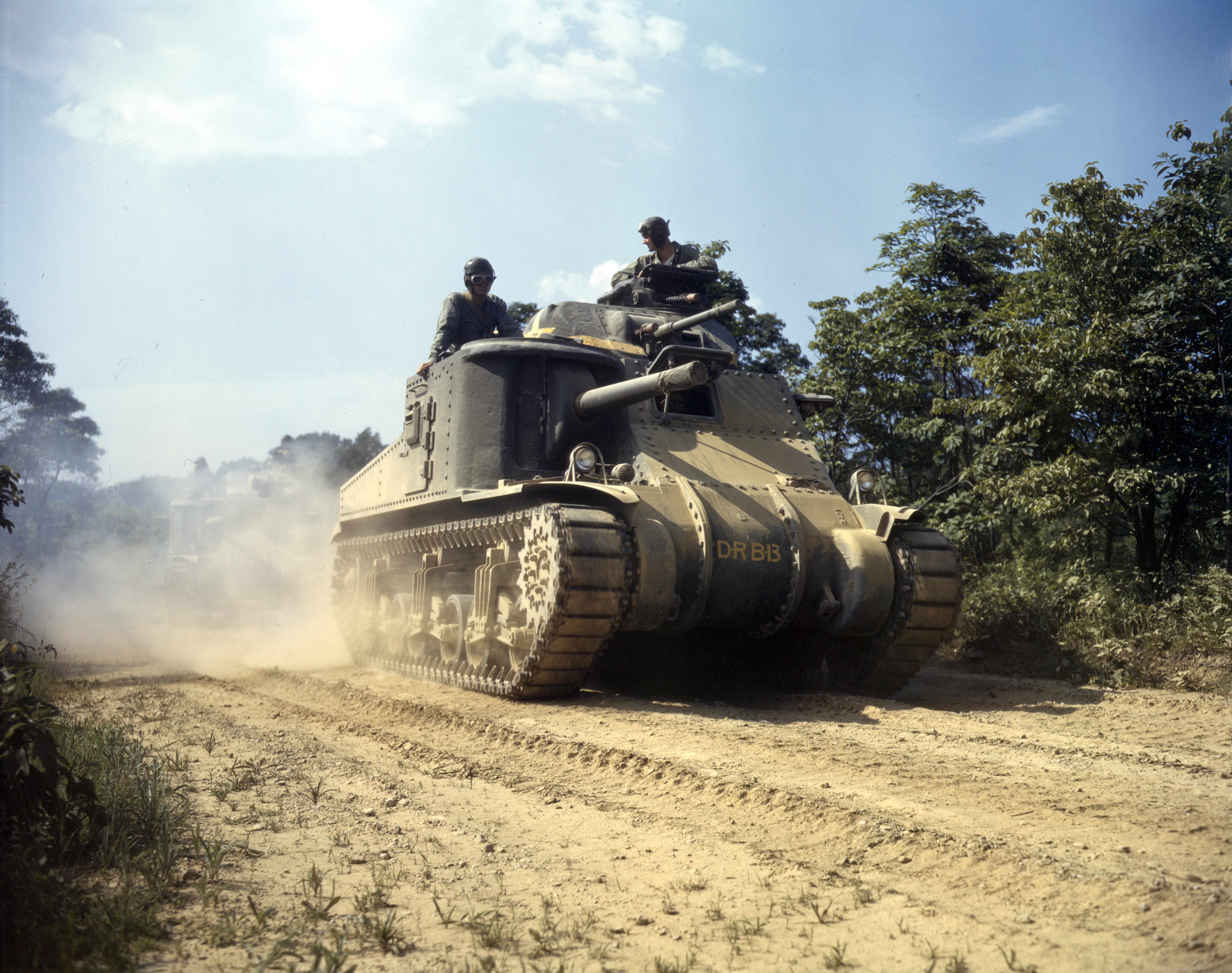
Основна гармата M3 змонтована в спонсоні
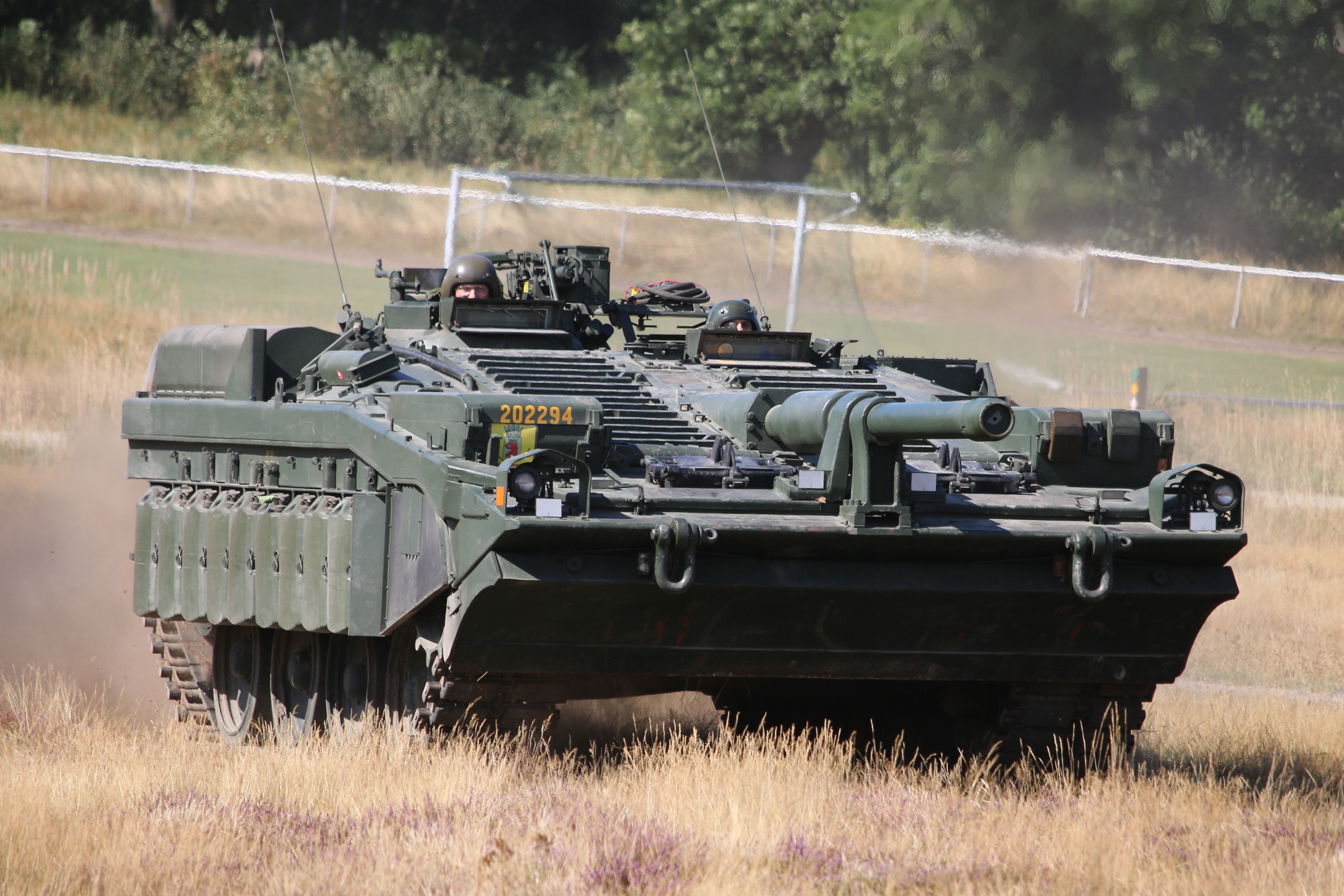
Гармата Strv 103 закріплена в корпусі

## Боєприпаси
Також існують спеціальні боєприпаси, що мають специфічні ролі. До таких належать димові, освітлювальні, шрапнельні тощо. Втім, використання великого набору снарядів небажане через обмеженість боєкомплекту танка, а тому сучасні танки можуть обходитись двома-трьома типами. Наприклад, 120-мм гармата Rh-120 поширена на західних танках, типово застосовує лише два: протитанковий БОПС і багатоцільовий кумулятивний.

### Кінетичні
Протягом історії розвитку танкові гармати покладались передусім на кінетичну енергію боєприпасів для пробиття ворожої броні. Перші боєприпаси були суцільні бронебійні (англ. AP), але вже з 1918 року на французьких Renault FT використовували каморні бронебійні снаряди (AP-HE), що мали вибухав після пробиття броні. Такі боєприпаси забезпечували менше пробиття, але значно більший ефект у разі подолання броні. Їх також активно застосовували німецькі танкові гармати під час Другої світової. До кінця війни поширились бронебійні снаряди з наконечниками (APC, APCBC та інші), що знижували опір повітря (а разом з ним — спадання швидкості та бронепробиття з віддаллю) та зменшували ймовірність розколювання снаряда при влучанні.
Пробивна здатність бронебійних снарядів залежить від початкової швидкості та калібру, однак можливості їх збільшення мають практичну межу на рівні близько 1000 м/с та 120 мм для початкової швидкості й калібру відповідно. Вища початкова швидкість призводить до зношення каналу ствола, тоді як більший калібр складає проблеми для заряджання. 260 мм броні, які пробивала з близької відстані 128-мм гармата PaK 44 кінця Другої світової, були практичним максимумом для звичайного бронебійного снаряда та ручного заряджання. Але приведена товщина лобової броні Tiger II в той самий час становила 300 мм. Тому бронебійні (APBC, APCBC, APCBC-HE) почали поступово виходити з ужитку на користь інших типів. Вони ще використовувались на M48, Т-55 та Centurion (з 83,8-мм гарматою), але з кінця 1950-х нові гармати їх не отримували.
Першим альтернативним типом кінетичних боєприпасів був бронебійний композитний снаряд (APCR або HVAP), що складається з м'якого корпусу та жорсткого осердя, яке спричиняє значно сильніший тиск на броню, ніж це може забезпечити звичайний суцільний снаряд. Такі боєприпаси вперше з'явились у Німеччині на початку Другої світової, а до її кінця поширились у США та СРСР. Осердя мало бути виконане з матеріалу з високою густиною, як карбід вольфраму. Маса такого снаряда могла бути вдвічі менша за масу суцільного того самого калібру, але велика площа перерізу призводила до швидкої втрати бронебійності через опір повітря. З 1950-х ці снаряди вийшли з ужитку на користь бронебійних підкаліберних.
Бронебійний підкаліберний (APDS) нагадує композитний тим, що має щільний пробивний елемент меншого калібру, однак цей елемент міститься в піддоні, що відкидається при виході зі ствола. Ці снаряди з'явились уперше 1944 року у Великій Британії для 57-мм QF 6-pdr на танках Churchill, а до кінця того року — й для 76-мм QF 17-pdr. Початкова швидкість сягала 1200 м/с для гармат ДСВ, 1465 м/с на післявоєнній QF 20-pdr (1948 рік), 1478 на L7 (1950-ті) та максимальних 1500 м/с на подовженій L7 шведського Strv 103. Аналогічні 120-мм снаряди зі швидкістю 1372 м/с використовував Chieftain. Однак, снаряди, стабілізовані обертанням, не можуть бути стійкими за співвідношення довжини до калібру понад 5-6:1, а для підкаліберних — 4:1.
Бронебійний оперений підкаліберний снаряд (скор. БОПС; APFSDS) стабілізується за допомогою оперення. Розроблення таких снарядів почалось протягом 1950-х паралельно в США та СРСР. Радянський сталевий БМ-6 для 115-мм гармати танка Т-62 досягав швидкості 1615 м/с і міг пробити 120-мм броню під кутом 60° на відстані 1900 м, що робило його не гіршим за тогочасні 105-мм снаряди західних танків. Початково БОПСи асоціювались лише з гладкоствольним озброєнням, однак у 1970-ті вони поширились і на західні нарізні гармати, як L7. Це було можливо завдяки піддону, що знешкоджував обертання снаряда за допомогою ковзних елементів. Першим таким снарядом став американський M735 калібром до 30 мм, прийнятий на озброєння 1972 року. Розвиток цих боєприпасів включав збільшення довжини, зменшення калібру (до 26-28 мм) та покращення матеріалів. Типово БОПСи виготовляються зі сплавів вольфраму, а в США набули поширення боєприпаси зі збідненого урану, що має дуже велику густину (18,6 г/см³) та нижчу вартість.

### Кумулятивні
Кумулятивний снаряд (HEAT) пробиває броню за допомогою тонкого струменя металу, що утворюється під час вибуху. Цей ефект був відомий з кінця 19 століття, але перші спроби використати його в боєприпасах почались у 1930-ті в Німеччині та Швейцарії, а 1941 перший танковий снаряд цього типу було прийнято для 75-мм гармати танка Panzer IV. Ранні кумулятивні снаряди, однак, мали низьку пробивну здатність через обертання: снаряд нарізної гармати потребував обертання для стабілізації, але воно зменшувало пробивну здатність. Наприкінці Другої світової в Німеччині розробили протитанкову гармату низького тиску 8H63, що використовувала оперені снаряди, а також почали розробляти ковзні елементи для запобігання обертанню. Ці роботи продовжились у США після війни, де в середині 1950-х вперше прийняли на озброєння такий снаряд калібру 90 мм, M431. Кумулятивні боєприпаси набули поширення передусім у США та Франції, тоді як Велика Британія переважно їх відкидала.
У 1970-ті поява нових видів бронювання, як броня «Чобгем», відвела кумулятивним снарядам другорядну роль, порівняно з БОПСами. Однак, наприкінці того десятиліття нові снаряди набули суттєво кращого бронепробиття, а також разом із гладкоствольними 120-мм гарматами почали з'являтись багатоцільові кумулятивні снаряди (HEAT-MP) зі значно кращою уламковою дією, ефективні проти живої сили та легкоброньованої техніки.

### Фугасні
Бронебійні боєприпаси, ефективні проти бронетехніки, є марними проти піхоти в окопах і на відкритій місцевості. Традиційним доповненням до бронебійних були уламково-фугасні снаряди (HE). В інших країнах звичайні УФ-снаряди було витіснено кумулятивними, і з 1960-х вони почали поступово виходити з ужитку, залишаючись лише на французьких AMX-30, шведських Strv 103 та швейцарських Panzer 68, а з 1970-х їх використовували лише радянські Т-64 та Т-72. Власний підхід зберегла Велика Британія: там з кінця Другої світової їх почали замінювати на бронебійно-фугасні (HESH), що являють собою тонкостінні снаряди з пластичною вибухівкою, яка зминається на поверхні броні та вибухає. Ці снаряди були створені для боротьби проти бетонних фортифікацій і залишаються найефективнішими проти них, однак малоефективні проти композитної броні та мають недостатню уламкову дію проти піхоти.

## Галерея

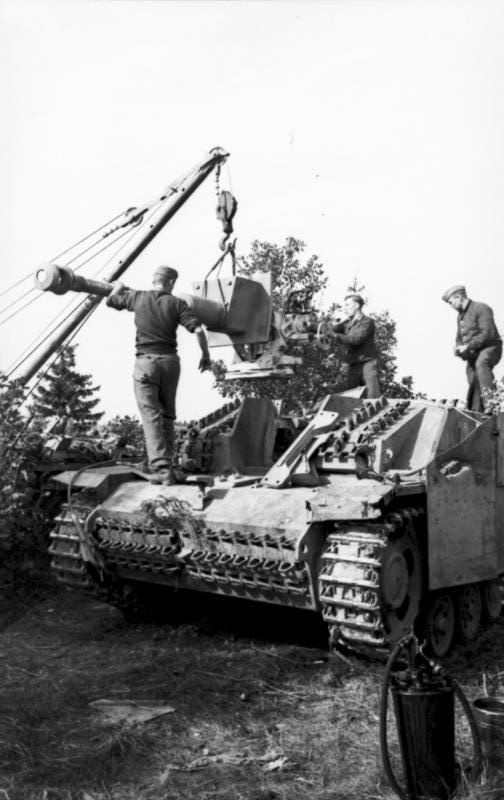
Заміна танкової гармати 7.5 cm KwK 40 на Sturmgeschütz III в польових умовах. Серпень 1943.
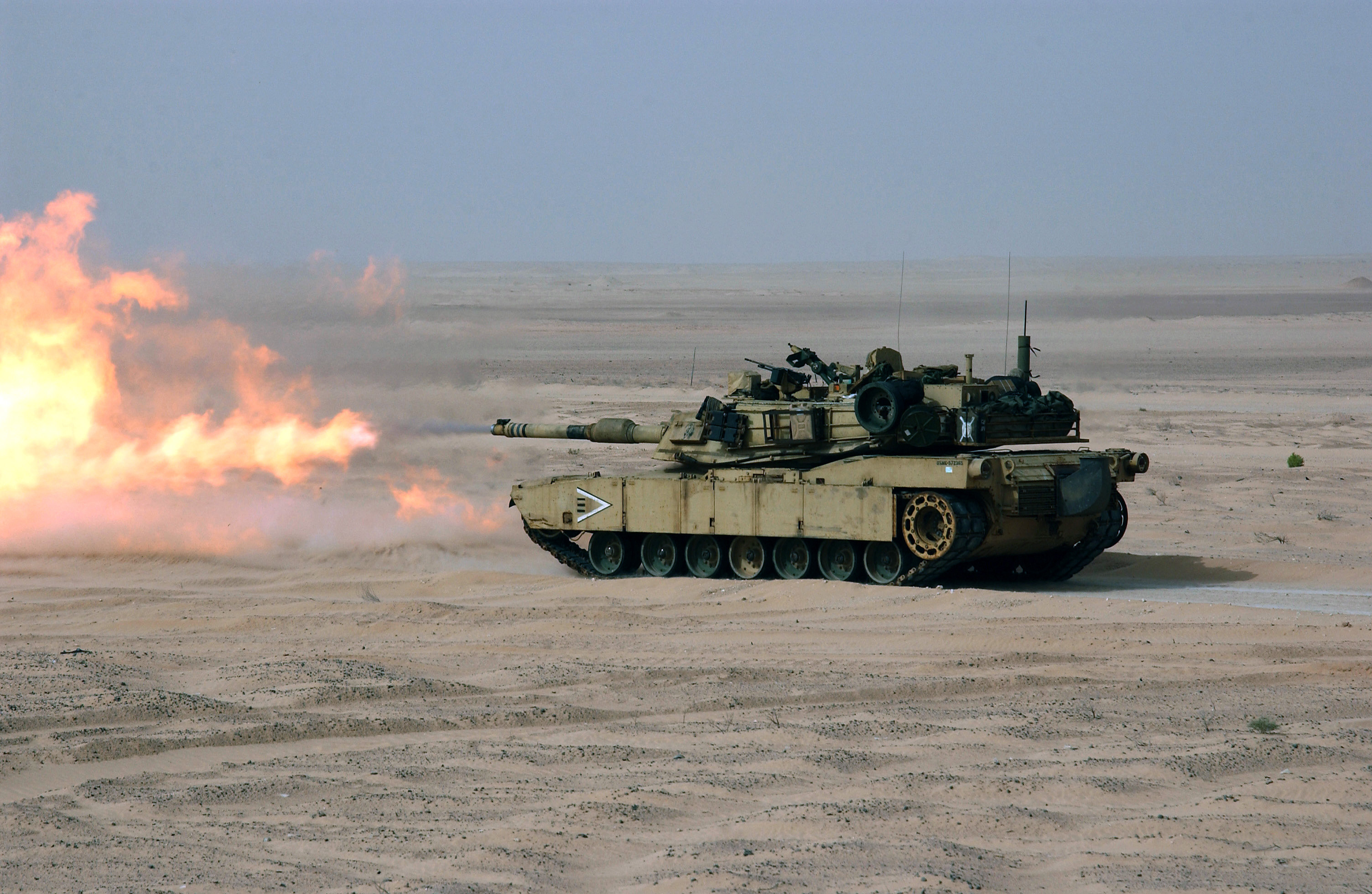
M1A1 Abrams веде вогонь з гармати. 2003 рік.